# Пуштулим
Пуштулим — село в Ельцовском районе Алтайского края России. Административный центр Пуштулимского сельсовета.

## История
Основано в 1820 году. В «Списке населенных мест Российской империи» 1868 года издания населённый пункт упомянут как бывшая казачья станица Пуштилимская (Пыштылимская) Кузнецкого округа (1-го участка) при речке Сары-Чумыш, расположенная в 120 верстах от окружного города Кузнецк. В Пуштилимской имелся 21 двор и проживало 54 человека (31 мужчина и 23 женщины). Функционировала православная часовня.
По состоянию на 1911 год деревня Пуштулим входила в состав Ельцовской волости Кузнецкого уезда и включала в себя 157 дворов. Население на тот период составляло 870 человек. Функционировали церковь, церковно-приходская школа и хлебозапасный магазин.
В 1928 году в селе работали школа, изба-читальня и лавка общества потребителей, имелось 339 хозяйств, проживало 1766 человек. В административном отношении Пуштулим являлся центром сельсовета Ельцовского района Бийского округа Сибирского края.

## География
Село находится в восточной части Алтайского края, на берегах реки Каменка (приток Чумыша), вблизи места впадения в неё реки Куртучиха, на расстоянии примерно 11 километров (по прямой) к юго-востоку от села Ельцовка, административного центра района. Абсолютная высота — 329 метров над уровнем моря.

Климат умеренный, континентальный. Средняя температура января составляет −17 °C, июля — +18,4 °C. Годовое количество осадков составляет 496 мм.

## Население
| 1997 | 1998 | 1999 | 2000 | 2001 | 2002 | 2003 |
| ---- | ---- | ---- | ---- | ---- | ---- | ---- |
| 933  | ↘925 | ↗940 | ↘917 | ↘874 | ↗877 | ↘869 |
| 2004 | 2005 | 2006 | 2007 | 2008 | 2009 | 2010 |
| ↗880 | ↘857 | ↘823 | ↗838 | ↘790 | ↗799 | ↘726 |
| 2011 | 2012 | 2013 |      |      |      |      |
| ↘721 | ↘709 | ↘705 |      |      |      |      |

Согласно результатам переписи 2002 года, в национальной структуре населения русские составляли 95 %.

## Инфраструктура
В селе функционируют средняя общеобразовательная школа, сельская врачебная амбулатория (филиал КГБУЗ «Центральная районная больница Ельцовского района»), библиотека и отделение Почты России.

## Улицы
Уличная сеть села состоит из 13 улиц и 1 переулка.

## Известные жители
- Мария Леонтьевна Халфина — писательница.
- Леонтий Леонтьевич Халфин — геолог.